# Mötley Crüe (album)
Albums de Mötley Crüe
Decade of Decadence
(1991) Generation Swine
(1997)
Singles
1. Hooligan's Holiday
Sortie : 16 mars 1994
2. Misunderstood
Sortie : 12 mai 1994

Mötley Crüe est le sixième album studio du groupe de heavy metal californien Mötley Crüe. Il est sorti le 15 mars 1994 sous le label Elektra Records et a été produit par Bob Rock.

## Historique
Mötley Crüe est le seul album où le chanteur principal n'est pas Vince Neil. C'est le chanteur et guitariste John Corabi qui prendra la relève avec peu de succès. En effet, l'album sera un échec commercial bien qu'il soit rentré dans les charts du Billboard 200 en 7e position.
Il fut enregistré à Los Angeles dans les studios A&M et à Vancouver dans les studios Little Mountain Sound. Cet enregistrement s'étala sur 14 mois entre 1992 et 1993.
En 2003, l'album a été remasterisé, comme tous les autres albums de Mötley Crüe d'ailleurs. Le public s'est rendu compte que l'album n'était pas si mauvais que ça au fond et que la qualité sonore était surprenante. Il eut donc un petit regain de popularité.
Malgré tout, on y trouve les paroles beaucoup plus abouties par rapport aux albums précédents car on y parle de censure (Power To the Music), de pédophilie (Uncle Jack), de la notoriété (Poison Apples), de nazisme et d'autres faits de société qui marquent la fin des années 80 pour laisser place aux années 90.
À l'automne est sorti "Quaternary", un mini-album contenant des titres enregistrés en solo par chaque membre du groupe. Mick Mars a enregistré un instrumental, "Bittersuite, très blues, John Corabi "Friends", très Beatles, Nikki Sixx "Father", et Tommy Lee "Planet Boom", très hip-hop. Sur le pressage japonais, on trouvait aussi l'inédit "10,000 Miles Away", très influencé Jimi Hendrix. Ce mini-album permettait d'épurer les fonds de tiroirs des sessions de l'album.
Outre sa 7e place dans les charts américains, l'album se classa à la 3e place en Australie, à la 6e en Suède et à la 9e dans les charts canadiens. En France, il se classa à la 28e place des meilleures ventes de disques, devenant le seul album du groupe à entrer dans ce classement.

## Liste des titres
- Toutes les chansons composées par Sixx, Corabi, Mars et Lee, sauf indication.
- Toutes les paroles sont écrites par Sixx et Corabi.

| No  | Titre                 | Auteur                          | Durée |
| --- | --------------------- | ------------------------------- | ----- |
| 1.  | Power To the Music    |                                 | 5:12  |
| 2.  | Uncle Jack            |                                 | 5:28  |
| 3.  | Hooligan's Holiday    |                                 | 5:51  |
| 4.  | Misunderstood         |                                 | 6:53  |
| 5.  | Loveshine             |                                 | 2:36  |
| 6.  | Poison Apples         | Sixx, Corabi, Mars, Lee et Rock | 3:40  |
| 7.  | Hammered              |                                 | 5:15  |
| 8.  | Til Death Do Us Apart |                                 | 6:03  |
| 9.  | Welcome To the Numb   |                                 | 5:18  |
| 10. | Smoke the Sky         |                                 | 3:36  |
| 11. | Droppin' Like Flies   |                                 | 6:26  |
| 12. | Driftaway             |                                 | 4:05  |

Titres bonus de la réédition 2003
| No  | Titre                                                          | Durée |
| --- | -------------------------------------------------------------- | ----- |
| 13. | Hypnotized (face-B du single Hooligan's Holiday)               | 5:29  |
| 14. | Baby Kills (issu de l'Ep Quaternary)                           | 5:24  |
| 15. | Livin' In the Know (issu de l'édition japonaise de Quartenary) | 4:23  |

## Musiciens
Mötley Crüe
- John Corabi: chant, guitare rythmique, guitare acoustique, basse 6 cordes
- Mick Mars: guitares solo et rythmique, basse 6 cordes, sitar, mandoline
- Nikki Sixx: basse, chœurs, claviers
- Tommy Lee: batterie, percussions, piano, chœurs

Musiciens additionnels
- Scott Humphrey: ordinateur, synthétiseurs
- Glenn Hughes: chœurs sur Misunderstood
- Marc LaFrance:  chœurs
- Dave Steele:  chœurs
- Bob Rock: guitare rythmique et acoustique, mandoline
- Hook Herrera: harmonica
- Sammy Sanchez: mandoline
- The Vancouver Opera Orchestra
- Vancouver Symphony Orchestra
- Akira Nagai: premier violon de l'orchestre

## Charts et certifications

### Album
Charts album
| Pays             | Durée du classement | Meilleur classement | Date          |
| ---------------- | ------------------- | ------------------- | ------------- |
| Allemagne        | 9 semaines          | 55e                 | 11 avril 1994 |
| Australie        | 5 semaines          | 3e                  | 27 mars 1994  |
| Autriche         | 7 semaines          | 25e                 | 1er mai 1994  |
| Canada           | 15 semaines         | 9e                  | 28 mars 1994  |
| États-Unis       | 10 semaines         | 7e                  | 2 avril 1994  |
| France           | 2 semaines          | 28e                 | 6 mars 1994   |
| Nouvelle-Zélande | 3 semaines          | 28e                 | 3 avril 1994  |
| Royaume-Uni      | 2 semaines          | 17e                 | 26 mars 1994  |
| Suède            | 6 semaines          | 6e                  | 25 mars 1994  |
| Suisse           | 8 semaines          | 21e                 | 3 avril 1994  |

Certifications
| Pays       | Certification | Ventes    | Date       |
| ---------- | ------------- | --------- | ---------- |
| États-Unis | Or            | 500 000 + | 3 mai 1994 |

### Charts singles
| Single             | Chart                  | Durée du classement | Position | Date         |
| ------------------ | ---------------------- | ------------------- | -------- | ------------ |
| Hooligan's Holiday | Mainstream Rock Tracks | 10 semaines         | 10e      | 12 mars 1994 |
| Hooligan's Holiday | UK Singles Chart       | 3 semaines          | 36e      | 5 mars 1994  |
| Hooligan's Holiday | Sverigetopplistan      | 1 semaine           | 34e      | 4 mars 1994  |
| Misunderstood      | Mainstream Rock Tracks | 7 semaines          | 24e      | 28 mai 1994  |